# Art Bears
Art Bears was een experimentele avant-garde progressieve rockgroep. De groep ontstond in 1978 uit de resten van de Britse groep Henry Cow. Art Bears was een trio, bestaande uit Fred Frith, Chris Cutler en de Dagmar Krause. Frith speelde gitaar, bas, viool en keyboards; Cutler nam percussie, elektronica en tekstschrijven voor zijn rekening en de Duitse Dagmar Krause verzorgde de zang. De groep nam in zijn muziek en teksten vaak een politieke, meestal marxistische en socialistische, positie in (met onder andere citaten van Hanns Eisler). Muzikaal was de muziek erg complex en experimenteel, hoewel de nummers in vergelijking met het materiaal van Henry Cow veel conventioneler en herkenbaarder waren qua opbouw en structuur.
De groep werd vanaf zijn ontstaan in 1978 al opgevat als een kortstondig experiment. Na het derde album uit 1981 werd Art Bears in 1982 ontbonden. Chris Cutler en Fred Frith bleven evenwel regelmatig samenwerken op optreden. In 1993 verscheen het drietal bovendien nog eens samen op het album Domestic Stories van Chris Cutler en Lutz Glandien.

## Discografie

### Albums en cd's
- 1978: Hopes and Fears
- 1979: Winter Songs
- 1981: The World as it is Today
- 2003: The Art Box - een boxset met 6 cd's, die alle uitgaven van Art Bears verzamelt, samen met livenummers, niet eerder uitgegeven nummers en remixen.

### 7" singles en ep's
- 1979: Rats & Monkeys/Collapse
- 1981: Coda to Man and Boy * Live
- 1982: All Hail (Flexi-7")
- 1983: Limoges (ep)